# Ulten-Alsack

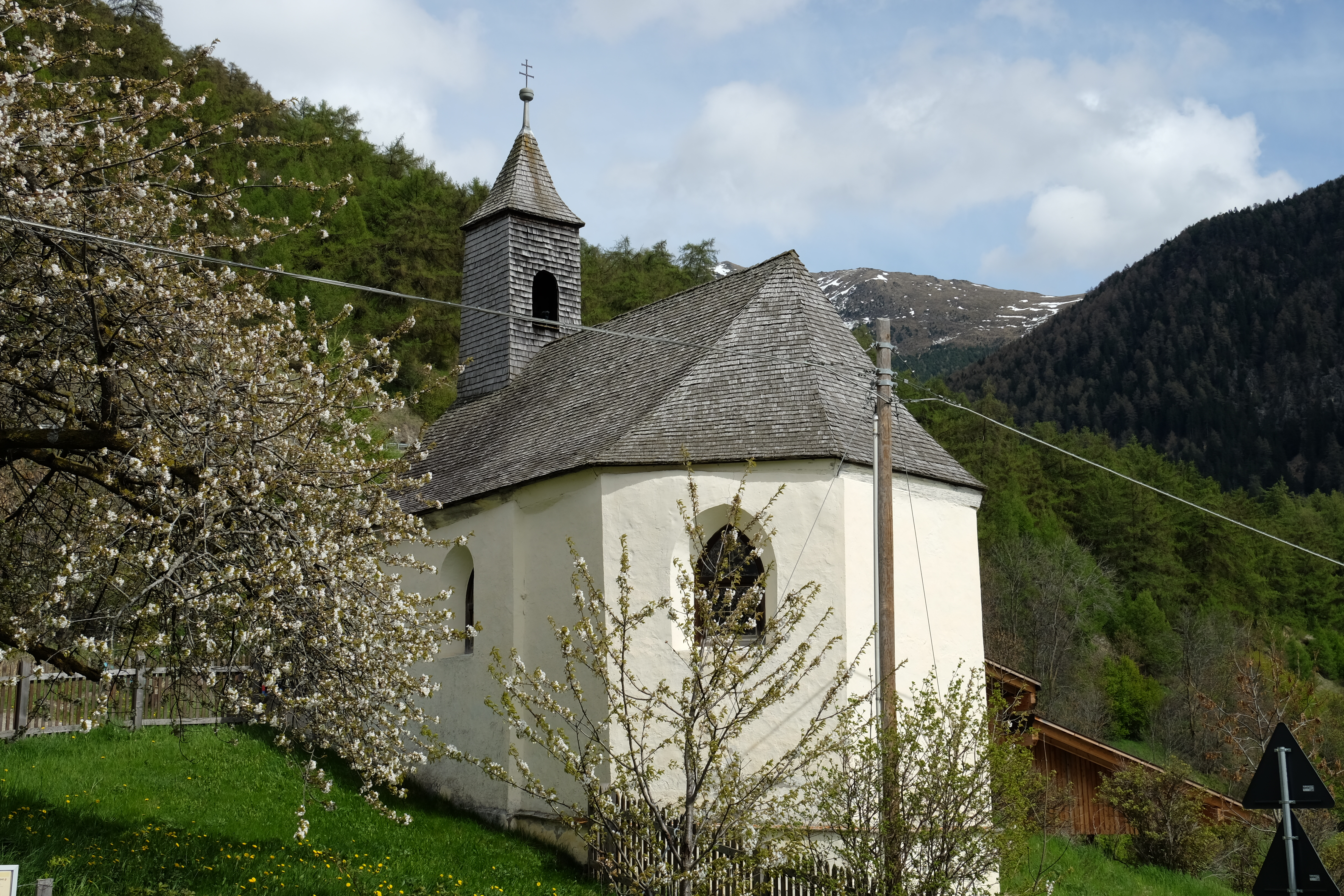
St. Josef in Ulten

Ulten-Alsack (italienisch Ultimo-Alsago) ist eine Fraktion der Gemeinde Mals in Südtirol (Italien). Diese befindet sich im Vinschgau bzw. Vinschger Oberland auf der orographisch linken Seite des Etschtals.
Die Fraktion besteht aus den beiden am Ostrand der Malser Haide gelegenen Weilern Ulten (1450 m) und Alsack (1526 m). Ulten liegt an der Straße vom Hauptort der Gemeinde Mals nach Planeil (nahe dem Ausgang des Planeiltals), Alsack etwa 800 Meter weiter nördlich an der Straße nach Plawenn (nahe dem Ausgang des Plawenntals).
Ulten hat 24 Einwohner (Januar 2014), die dortige Kapelle zum Hl. Josef gehört zur Pfarrei Burgeis.
Alsack hat ebenfalls 24 Einwohner (Januar 2014) und gehört zur Pfarrei Mals. In der in Alsack stehenden Kirche Maria Schnee befindet sich das Werk „Pietà“ (1959–1960) von Karl Plattner.
Alsack wurde 1320 in einem Urbar als Alsayck ersterwähnt.
Ulten-Alsack wird über einen fünfköpfigen Fraktionsausschuss verwaltet. Zum Aufgabenbereich dieser Verwaltung gehören vor allem die Regelung der eigenen Weiderechte, Waldnutzung sowie Holz- und Wasserrechte.